# Drama de Inês de Castro (Columbano)
O Drama de Inês de Castro é uma pintura a óleo sobre tela do pintor português Columbano Bordalo Pinheiro (1857-1929), datada de 1901-04 e que se encontra actualmente no Museu Militar de Lisboa.
A pintura representa os momentos antecedentes do fim trágico de Inês de Castro que ocorreu a 7 de janeiro de 1355, após o rei D. Afonso IV concordando com os seus conselheiros ter dado a ordem do assassinato da mulher do seu filho, o infante D. Pedro, o que veio a suceder no paço de Santa Clara, em Coimbra, onde ela vivia.
Segundo a página do Museu Militar de Lisboa, Columbano inspirou-se em Os Lusíadas para pintar Drama de Inês de Castro, bem como as 3 outras pinturas suas que estão neste museu, designadamente, O Velho do Restelo, O Concílio dos Deuses e Vénus em auxílio dos Navegadores Portugueses.
Luís de Camões, na Estrofe 125 do Canto Terceiro de Os Lusíadas, canta assim o momento da súplica de Inês imaginado por Columbanoː
Para o céu cristalino alevantando

Com lágrimas os olhos piedosos 

(Os olhos, porque as mãos lhe estava atando 

Um dos duros ministros rigorosos), 

E depois nos meninos atentando, 

Que tão queridos tinha e tão mimosos, 

Cuja orfandade como mãe temia, 

Para o avô cruel assim dizia:

## Descrição
A cena aparece divida em dois grupos de personagens. Do lado esquerdo, Inês de joelhos com expressão suplicante e desesperada enlaça a filha que procura abrigo ao abraçar-se ao pescoço da mãe. Atrás dela prendendo-a pelo braço está o que parece um guarda, ou até um algoz, atendendo à roupagem mais pobre e capuz que tem sobre a cabeça. Perto de Inês está outro filho em atitude típica de criança tapando os olhos à cena horrível que se desenrola à sua frente.
Do lado direito, quase em frente a Inês, e de costas para o observador, está uma figura imponente vestida de negro que representará o rei Afonso IV, o qual tem ao seu lado dois nobres que, descontraídos, observam a cena com alguma indiferença.
O local onde se terá desenrolado o episódio é habitualmente identificado com a Quinta das Lágrimas, em Coimbra, que na pintura é sugerido pelas arcadas e colunas. Não obstante, os capitéis das colunas estão a um nível muito baixo, pouco acima da cabeça dos personagens em pé, o que poderá sugerir que se tratava de uma cripta o local imaginado pelo pintor.
Existe um Estudo para esta obra que se encontra no Museu Grão Vasco, em Viseu com o número de Inventário 2455,  cuja descrição apresenta uma composição muito semelhante à obra final.
Maria Aires Silveira descreve o estilo de Columbano como uma paleta de tonalidades claras, que posteriormente escurece, nos retratos de intelectuais portugueses, já na viragem do século, numa característica pintura em mancha e tonalidades, terminando numa obsessiva preocupação pelo tratamento da luz que desmaterializa a figura. Pioneiro do realismo, as suas obras referenciam artistas como Velázquez, Rembrandt, Manet, Degas, Courbet, Fantin-Latour. Amigo de John Singer Sargent, próximo da estética do alemão Wilhelm Leibl, Columbano constrói uma original modernidade.

## Fundamento histórico
Inês de Castro, fidalga galega do reino de Castela, veio para Portugal como aia de Constança Manuel quando esta se casou com o infante herdeiro Pedro. Mas Pedro e Inês acabaram por se apaixonar, e o seu romance levou D. Afonso IV a ordenar o exílio de Inês para Castela.
O afastamento, porém, não apagou o amor entre Pedro e Inês, e após a morte de Constança, em 1345, ao dar à luz o futuro rei D. Fernando, Pedro, contra a vontade do pai, fez com que Inês regressasse, passando a viver juntos, o que provocou grande desavença entre o rei e o príncipe herdeiro.
Afonso IV tentou ainda casar o filho com uma dama de sangue real, mas Pedro opôs-se a tal solução. Fruto da vida em comum, Pedro e Inês tiveram quatro filhos: Afonso, em 1346 (que morreu pouco depois de nascer), Beatriz em 1347, João em 1349 e Dinis em 1354.
Ocorreu então o receio de que a família dos Castros conspirava para assassinar o príncipe herdeiro D. Fernando, de modo a que subisse ao trono o filho mais velho de Inês de Castro, o que levou o Rei e o seu Conselho a decidirem o assassínio de Inês, o que veio a acontecer a 7 de Janeiro de 1355, no paço de Santa Clara, em Coimbra.

## Influência cultural
A pintura Drama de Inês de Castro de Columbano foi objecto de um programa, integrado na série Grande Quadros Portugueses, que foi transmitido pela RTP em 8 de Fevereiro de 2013 com apresentação de Manuel João Vieira.